# فرودگاه پیچ استیت
 فرودگاه پیچ استیت (به انگلیسی: Peach State Airport) یک فرودگاه همگانی است . این فرودگاه در کشور ایالات متحده آمریکا قرار دارد و در ارتفاع ۲۸۲ متری از سطح دریا واقع شده است.